# Naoto Matsuo
Naoto Matsuo (jap. 松尾 直人 Matsuo Naoto; ur. 10 września 1979) – japoński piłkarz występujący na pozycji obrońcy.

## Kariera klubowa
Od 1998 do 2013 roku występował w klubach Vissel Kobe, Gimnasia y Esgrima Jujuy, Cerezo Osaka, Albirex Niigata, FC Tokyo, Shonan Bellmare i FC Osaka.